# Zavîika, Boureni
Zavîika (în ucraineană Завийка) este un sat în comuna Prîslip din raionul Boureni, regiunea Transcarpatia, Ucraina.

## Demografie
Componența lingvistică a localității Zavîika
     Ucraineană (100%)
Conform recensământului din 2001, toată populația localității Zavîika era vorbitoare de ucraineană (100%).